# エイゲンジ
エイゲンジ（永源寺、学名：Cerasus Sato-zakura Group ‘Eigenji’、シノニム：Cerasus serrulata ‘Eigenji’）は、バラ科サクラ属のサクラ。オオシマザクラを基に生まれた栽培品種のサトザクラ群のサクラで、日本の滋賀県東近江市の永源寺境内にあった原木から発祥し、佐野園で増殖されて普及した。遺伝的にはウコンに類似しているため、ウコンの枝変わりと推測されている。
樹形は盃状で、樹高は亜高木（3mから8m）、花弁は6枚以上15枚以内の半八重咲きで白色の大輪の花をつける。東京での花期は4月中旬。
- 日本花の会 結城農場にて
- （同左）